# 春木さき
春木 さき（はるき さき、9月3日 - ）は、日本の漫画家。沖縄県出身。血液型はB型。
「ウィッシュYOU」で、第34回BF新人まんが大賞佳作を受賞し、デビュー。

## 作品リスト

### 連載
- 君とコイバナ（講談社『別冊フレンド』2010年11月号 - 2011年1月号）
- 美ら恋（講談社『別冊フレンド』2011年8月号 - 10月号）
- センセイ、あのね。（講談社『別冊フレンド』2012年1月号、『別冊フレンド』付録[2] 2012年3月号 - 5月号）
- ちっちゃいときから好きだけど（講談社『別冊フレンド』2013年7月号 - 2017年3月号）※2017年4月号掲載の番外編で完結。
- ぼくがオトナにしてあげる（講談社『別冊フレンド』2017年9月号[3] - 2018年4月号）
- センセイは高校生（講談社『別冊フレンド』2020年6月号[4] - 2021年4月号）※2020年2月号に読切を掲載後、連載。
- 初恋の幼なじみに婚活をジャマされます（『姉フレンド』66号[5] - 91号[6]、2022年 - 2024年）
- あたしは猫、キミは抱きまくら（『姉フレンド』101号[7] - 、2025年 - ）

### 読切
- RL〜Ryukyu Lover〜
- あたしのキラキラ
- ウィッシュYOU
- うそなわけ
- 王子と放課後
- きみと夏
- 恋するきいろ
- コイの時間
- スイートな彼
- ずっとともだち
- 先生はサンタクロース
- 年下の男の子
- ハートノカタチ
- ボーイ&クール

## 書誌情報
全て講談社〈講談社コミックス別冊フレンド〉より刊行。
- 王子と放課後（2010年1月13日発売、ISBN 978-4-06-341665-7）
  - 「うそなわけ」「ずっとともだち」「ハートノカタチ」併録。
- ボーイ&クール（2010年8月11日発売、ISBN 978-4-06-341703-6）
  - 「恋するきいろ」「きみと夏」併録。
- 君とコイバナ（2011年1月13日発売、ISBN 978-4-06-341728-9）
  - 「先生はサンタクロース」併録。
- 美ら恋（2011年11月11日発売、ISBN 978-4-06-341773-9）
  - 「RL〜Ryukyu Lover〜」併録。
- センセイ、あのね。（2012年5月11日発売、ISBN 978-4-06-341803-3）
- ちっちゃいときから好きだけど（全11巻）
  1. 2013年9月13日発売、ISBN 978-4-06-341880-4（「スイートな彼」併録。）
  2. 2013年12月13日発売、ISBN 978-4-06-341893-4（「コイの時間」併録。）
  3. 2014年6月13日発売、ISBN 978-4-06-341925-2）
  4. 2014年11月13日発売、ISBN 978-4-06-341953-5
  5. 2015年3月13日発売、ISBN 978-4-06-341973-3（番外編「ちっちゃいときから好きだけど〜大きくなったら〜」収録。）
  6. 2015年7月13日発売、ISBN 978-4-06-341994-8
  7. 2015年11月13日発売、ISBN 978-4-06-392013-0
  8. 2016年3月11日発売、ISBN 978-4-06-392034-5
  9. 2016年8月12日発売、ISBN 978-4-06-392059-8
  10. 2016年12月13日発売、ISBN 978-4-06-392095-6（番外編「ちっちゃいときから好きだけど〜おもいでアルバム〜」収録。）
  11. 2017年4月13日発売、ISBN 978-4-06-392114-4（番外編「ちっちゃいときから好きだけど〜好きになるってなんだろう!?〜」収録。）
- ぼくがオトナにしてあげる（全2巻）
  1. 2017年12月13日発売、ISBN 978-4-06-510573-3
  2. 2018年4月13日発売、ISBN 978-4-06-511258-8
- センセイは高校生（全3巻）
  1. 2020年8月12日発売、ISBN 978-4-06-520531-0
  2. 2020年12月11日発売、ISBN 978-4-06-521754-2
  3. 2021年5月13日発売、ISBN 978-4-06-523323-8

### アンソロジー
- あふれる涙 ひたむきな恋（2008年8月11日発売、ISBN 978-4-06-341588-9）
  - 「うそなわけ」収録。
- 恋シタイ（2008年10月10日発売、ISBN 978-4-06-341595-7）
  - 「きみと夏」収録。
- S彼好きですが、なにか?（2009年2月13日発売、ISBN 978-4-06-341610-7）
  - 「ハートノカタチ」収録。
- 片想いと両想いのあいだ。（2009年4月13日発売、ISBN 978-4-06-341621-3）
  - 「ウィッシュYOU」収録。
- 好きです、草食男子。（2009年6月12日発売、ISBN 978-4-06-341627-5）
  - 「コイの時間」収録。
- 制服男子を征服せよ（2009年9月11日発売、ISBN 978-4-06-341642-8）
  - 「スイートな彼」収録。
- 魅惑の王子様（2009年11月13日発売、ISBN 978-4-06-341653-4）
  - 「王子と放課後」収録。
- 原色ツンデレ男子。萌えカレ（2009年12月11日発売、ISBN 978-4-06-341661-9）
  - 「あたしのキラキラ」収録。
- ネコ系男子×イヌ系男子（2010年5月13日発売、ISBN 978-4-06-341686-2）
  - 「年下の男の子」収録。
- まっすぐに片想い（2010年6月11日発売、ISBN 978-4-06-341692-3）
  - 「恋するきいろ」収録。
- 原色ツンデレ男子。ウブかわカレシ（2010年8月11日発売、ISBN 978-4-06-341704-3）
  - 「RL〜Ryukyu Lover〜」収録。
- ネコ系男子×イヌ系男子2（2010年11月12日発売、ISBN 978-4-06-341717-3）
  - 「先生はサンタクロース」収録。
- 制服男子、オオカミ系!（2010年12月13日発売、ISBN 978-4-06-341724-1）
  - 「年下の男の子」収録。
- キミとキュン恋、しよう。（2012年4月13日発売、ISBN 978-4-06-341797-5）
  - 「センセイ、あのね。」収録。
- 先生と近キョリ（2014年10月10日発売、ISBN 978-4-06-341950-4）
  - 「センセイ、あのね。」収録。
- ちっちゃいときからキミが好き（2014年11月13日発売、ISBN 978-4-06-341955-9）
  - 「ちっちゃいときから好きだけど〜大きくなったら〜」収録。
- 好きな人ができました（2016年3月11日発売、ISBN 978-4-06-392033-8）
  - 「ちっちゃいときから好きだけど〜胸がキュンってなんだろう!?〜」収録。